# Kīleh Kabūd
Kīleh Kabūd (persiska: كِل كَبود, كيلَه كَبود, كِلَ كَبود, كيله كبود) är en ort i Iran.   Den ligger i provinsen Kurdistan, i den nordvästra delen av landet, 400 km väster om huvudstaden Teheran. Kīleh Kabūd ligger 1 946 meter över havet och antalet invånare är 358.
Terrängen runt Kīleh Kabūd är kuperad åt sydväst, men åt nordost är den platt. Kīleh Kabūd ligger nere i en dal. Runt Kīleh Kabūd är det ganska glesbefolkat, med 28 invånare per kvadratkilometer. Närmaste större samhälle är Golāneh, 17,3 km sydost om Kīleh Kabūd. Trakten runt Kīleh Kabūd består i huvudsak av gräsmarker.